# Abhishek Bachchan
Abhishek Bachchan (hindi: अभिषेक बच्चन, urdu: ابھشیک بچن, ur. 5 lutego 1976 w Bombaju) – indyjski aktor filmowy. Należy do gwiazd współczesnego Bollywoodu. Od 20 kwietnia 2007 mąż aktorki Aishwaryi Rai.

## Wczesne życie
Abhishek jest synem aktora Amitabha Bachchana i aktorki Jayi Bhaduri. Ukończył naukę w Bombay Scottish School i w Aiglon School w Szwajcarii. Następnie udał się do Stanów Zjednoczonych, aby zakończyć edukację na Uniwersytecie w Bostonie. Przerwał jednak studia, gdyż wybrał drogę kariery filmowej.

## Kariera
Swą przygodę z filmem rozpoczął w 2000 roku, rolą w obrazie Refugee w reżyserii J.P. Dutta. Partnerowała mu Kareena Kapoor. Film nie był sukcesem. W ciągu czterech lat Bachchan wystąpił w wielu filmach, które – podobnie jak debiut – nie były sukcesami. Dopiero w filmie Młodość w reżyserii Mani Ratmana pokazał swój talent. Za tę rolę otrzymał Nagrodę Filmfare dla Najlepszego Aktora Drugoplanowego.
W 2004 zagrał w Dhoom, nakręconym dla wytwórni Yash Raj Films, gdzie partnerowali mu John Abraham, Uday Chopra, Rimi Sen i Esha Deol. W 2005 roku wystąpił w takich filmach jak: Bunty i Babli, Sarkar, Dus i Mistrz blefu.
Pierwszym filmem Abhisheka w roku 2006 był Nigdy nie mów żegnaj w reżyserii Karana Johara. Jego rola zdradzanego męża zyskała uznanie zarówno wśród krytyków, jak i wśród publiczności. Warto dodać, że w filmie partnerował mu ojciec, Amitabh Bachchan.
Drugim film 2006 roku, w którym zagrał był Umrao Jaan.
W listopadzie miała miejsce premiera filmu Dhoom 2, sequelu Dhoom z 2004 roku. Film odniósł sukces, stając się największym przebojem i najbardziej kasowym obrazem 2006 roku w Indiach. Bardzo dobrze poradził sobie również w USA i Wielkiej Brytanii, zajmując drugie miejsce pod względem najbardziej dochodowego otwarcia, zaraz po Nigdy nie mów żegnaj.
Pierwszym filmem Abhisheka w 2007 był film Maniego Ratnama Guru, którego międzynarodowa premiera odbyła się 12 stycznia w Toronto.

## Życie prywatne
W 2002 roku był zaręczony z aktorką Karismą Kapoor, jednak związek z nieznanych powodów szybko się rozpadł.
W roku 2006 dużo medialnej uwagi skupiło się na domniemanym romansie Abhisheka z gwiazdą Bollywoodu i Miss Świata 1994, Aishwaryą Rai, z którą ostatnio zagrał w filmach Umrao Jaan, Dhoom 2 i Guru. Ich ślub odbył się 20 kwietnia 2007 r. 16 listopada 2011 urodziła się ich córka.

## Filmografia
| Rok  | Film                             | Rola                  | Uwagi |
| ---- | -------------------------------- | --------------------- | --- |
| 2011 | Game                             | Neil Menon            | |
| 2010 | Raavan                           | Beera Munda           | |
| 2010 | Khelein Hum Jee Jaan Sey         | Surjya Sen "Masterda" | |
| 2009 | Delhi-6                          | Roshan                | |
| 2009 | Paa                              | Amol Arte             | |
| 2008 | To właśnie przyjaźń              | Sameer/ Sam           | |
| 2008 | Drona                            | Drona                 | |
| 2008 | Sarkar Raj                       | Shankar Nagare        | premiera 6 czerwca 2008 |
| 2008 | Mission Istanbul                 |                       | |
| 2007 | Podróż kobiety                   | Rohan Varma           | |
| 2007 | Om Shanti Om                     | gościnnie – siebie    | |
| 2007 | Tańcz, dziecinko, tańcz!         |                       | |
| 2006 | Guru                             |                       | |
| 2006 | Dhoom 2                          | Jai Dixit             | Dubbing w telugu i tamil |
| 2006 | Umrao Jaan                       | Gauhar Mirza          | |
| 2006 | Lage Raho Munna Bhai             | Sunny                 | Występ specjalny |
| 2006 | Nigdy nie mów żegnaj             | Rishi Talwar          | Zwycięzca: Nagroda Filmfare dla Najlepszego Aktora Drugoplanowego                                                           |
| 2005 | Mistrz blefu                     | Roy                   | |
| 2005 | Neal i Nikki                     |                       | Występ specjalny |
| 2005 | Alag                             |                       | Występ specjalny w piosence Sabse Alag                                                                                      |
| 2005 | Home Delivery: Aapko... Ghar Tak |                       | Występ specjalny |
| 2005 | Ek Ajnabee                       |                       | Występ specjalny |
| 2005 | Trudna droga do miłości          | Narrator i Doktor     | Występ gościnny |
| 2005 | Antarmahal                       | Vrij Bhushan          | |
| 2005 | Sekcja dziesiąta                 | Shashank Dheer        | |
| 2005 | Sarkar                           | Shankar Nagare        | Zwycięzca: Nagroda Filmfare dla Najlepszego Aktora Drugoplanowego                                                           |
| 2005 | Bunty i Babli                    | Rakesh/Bunty          | |
| 2004 | Zakochani                        | Sameer                | Występ specjalny |
| 2004 | Naach                            | Abhinav               | |
| 2004 | Dhoom                            | Jai Dixit             | |
| 2004 | Młodość                          | Lallan                | Zwycięzca: Nagroda Filmfare dla Najlepszego Aktora Drugoplanowego, Nominowany: Nagroda Filmfare za Najlepszą Rolę Negatywną |
| 2004 | Do zobaczenia                    | Tarun Anand           | |
| 2004 | Run                              | Siddharth             | |
| 2003 | Zameen                           | ACP Jai               | |
| 2003 | LOC Kargil                       | Lt. Vikram Batra      | |
| 2003 | Nie mów nikomu                   | Raj                   | |
| 2003 | Main Prem Ki Diwani Hoon         | Prem Kumar            | |
| 2002 | Om Jai Jagadish                  | Jagadish Batra        | |
| 2002 | Desh                             | Syn Suprabha          | |
| 2002 | Wiem, czym jest miłość           | Shiv Kapoor           | |
| 2001 | Shararat                         | Rahul Khanna          | |
| 2001 | Czasem słońce, czasem deszcz     |                       | występ specjalny, wycięty, dostępny w formie DVD                                                                            |
| 2001 | Bas Itna Sa Khwaab Hai           | Suraj Shrivastav      | |
| 2000 | Tera Jadoo Chal Gaya             | Kabir Srivastav       | |
| 2000 | Kroki w chmurach                 | Karan Khanna          | |
| 2000 | Refugee                          | Refugee               | Nominowany: Nagroda Filmfare za Najlepszy Debiut                                                                            |

## Odznaczenia
- Yash Bharati Samman (2006; Uttar Pradesh)